# Конте (Фрозиноне)
Конте је насеље у Италији у округу Фрозиноне, региону Лацио.
Према процени из 2011. у насељу је живело 18 становника. Насеље се налази на надморској висини од 526 м.